# コロッサス (戦艦)
|          |                                                    |
| 艦歴     |                                                    |
| 発注     |                                                    |
| 起工     | 1909年7月8日                                       |
| 進水     | 1910年4月9日                                       |
| 就役     | 1911年                                             |
| 退役     |                                                    |
| その後   | 1928年7月にスクラップとして売却                    |
| 除籍     |                                                    |
| 性能諸元 |                                                    |
| 排水量   | 基準 19,680トン、満載 22,700トン                   |
| 全長     | 546 ft (166.4 m)                                   |
| 全幅     | 85 ft (25.9 m)                                     |
| 吃水     | 26.3 ft (8 m)                                      |
| 機関     | 蒸気タービン、18缶、4軸推進、25,000 hp             |
| 最大速   | 21ノット (39 km/h)                                 |
| 乗員     | 755名（戦時800名）                                 |
| 兵装     | 12インチ砲10門 4インチ砲16門 21インチ魚雷発射管3門 |

コロッサス (HMS Colossus) はイギリス海軍の戦艦。コロッサス級。

## 艦歴
1909年7月8日起工。1910年4月9日進水。1911年就役。本国艦隊の第2戦艦戦隊に編入された。
1914年8月に第一次世界大戦が勃発すると、「コロッサス」は第1戦艦戦隊の旗艦となった。アーネスト・ゴーント少将の旗艦としてダドリー・パウンド艦長の指揮の下で参加した1916年のユトランド沖海戦では、「コロッサス」は2発の命中弾で軽微な損害を受け5人の死傷者を出した。
戦後は「コロッサス」は1920年まで練習艦として使用された。ワシントン海軍軍縮条約により「コロッサス」は除籍され1928年に解体された。